# William Isaac Thomas
William Isaac Thomas (comtat de Russell, 13 d'agost de 1863 - Berkeley, 5 de desembre de 1947) va ser un sociòleg estatunidenc, considerat com una figura clau de la teoria de l'interaccionisme simbòlic.
Amb l'ajut del sociòleg polonès Florian Znaniecki, Thomas va desenvolupar i influir en l'ús de metodologies empíriques en la investigació sociològica i va aportar teories a la sociologia de les migracions. Thomas va formular un principi fonamental de la sociologia, conegut com el teorema de Thomas, pel qual afirma que «si les persones defineixen les situacions com a reals, aquestes són reals en les seves conseqüències». Aquest concepte microsociològic va servir com a fonament teòric per al camp de l'interaccionisme simbòlic que va ser desenvolupat pels col·legues més joves de Thomas, principalment a la Universitat de Chicago.

## Obra publicada
- 1903 (as editor): Minnesota stories: A collection of twenty stories of college life. Collected and arranged by Charles Flint, McClumpha and W.I. Thomas. Minneapolis, Minn.: Wilson.
- 1903: The relation of the medicine-man to the origin of the professional occupations. Chicago, Ill.: University of Chicago Press.
- 1907: Sex and society: Studies in the social psychology of sex. Chicago, Ill., London: University of Chicago Press / Unwin.
- 1909: (as editor): Source book for social origins. Ethnological materials, psychological standpoint, classified and annotated bibliographies for the interpretation of savage society. Chicago, Ill., London: University of Chicago Press / Unwin 1909.
- 1917: (with Herbert S. Jennings, John B. Watson, and Adolf Meyer): Suggestions of modern science concerning education. New York, N.Y.: Macmillan (includes Thomas's essay "The persistence of primary-group norms in present-day society: Their influence in our educational system").
- 1918–1920 (with Florian W. Znaniecki): The Polish peasant in Europe and America. Monograph of an immigrant group. complete 5 vol online free
  - 1918: Volume 1: Primary-group organization. Chicago, Ill.: University of Chicago Press.
  - 1918: Volume 2: Primary-group organization. Chicago, Ill.: University of Chicago Press.
  - 1919: Volume 3: Life record of an immigrant. Boston, Mass.: Badger.
  - 1920: Volume 4: Disorganization and reorganization in Poland. Boston, Mass.: Badger.
  - 1920: Volume 5: Organization and disorganization in America. Boston, Mass.: Badger.
- 1921 (with Robert E. Park and Herbert A. Miller as main authors): Old world traits transplanted. New York, London: Harper.
- 1923: The unadjusted girl. With cases and standpoint for behavior analysis. Boston, Mass.: Little, Brown 1923
- 1928: (with Dorothy Swaine Thomas): The child in America: Behavior problems and programs. New York: Knopf.
- 1937: Primitive behavior: An introduction to the social sciences. New York, London: McGraw-Hill
- 1951 (edited by Edmund H. Volkart): Social behavior and personality. Contributions of W.I. Thomas to theory and social research. New York: Social Science Research Council 1951.
- 1966: (edited by Morris Janowitz): W.I. Thomas on social organization and social personality. Selected papers. Edited and with an introduction by Morris Janowitz. Chicago, Ill., London: University of Chicago Press 1966